# Karta rozszerzenia

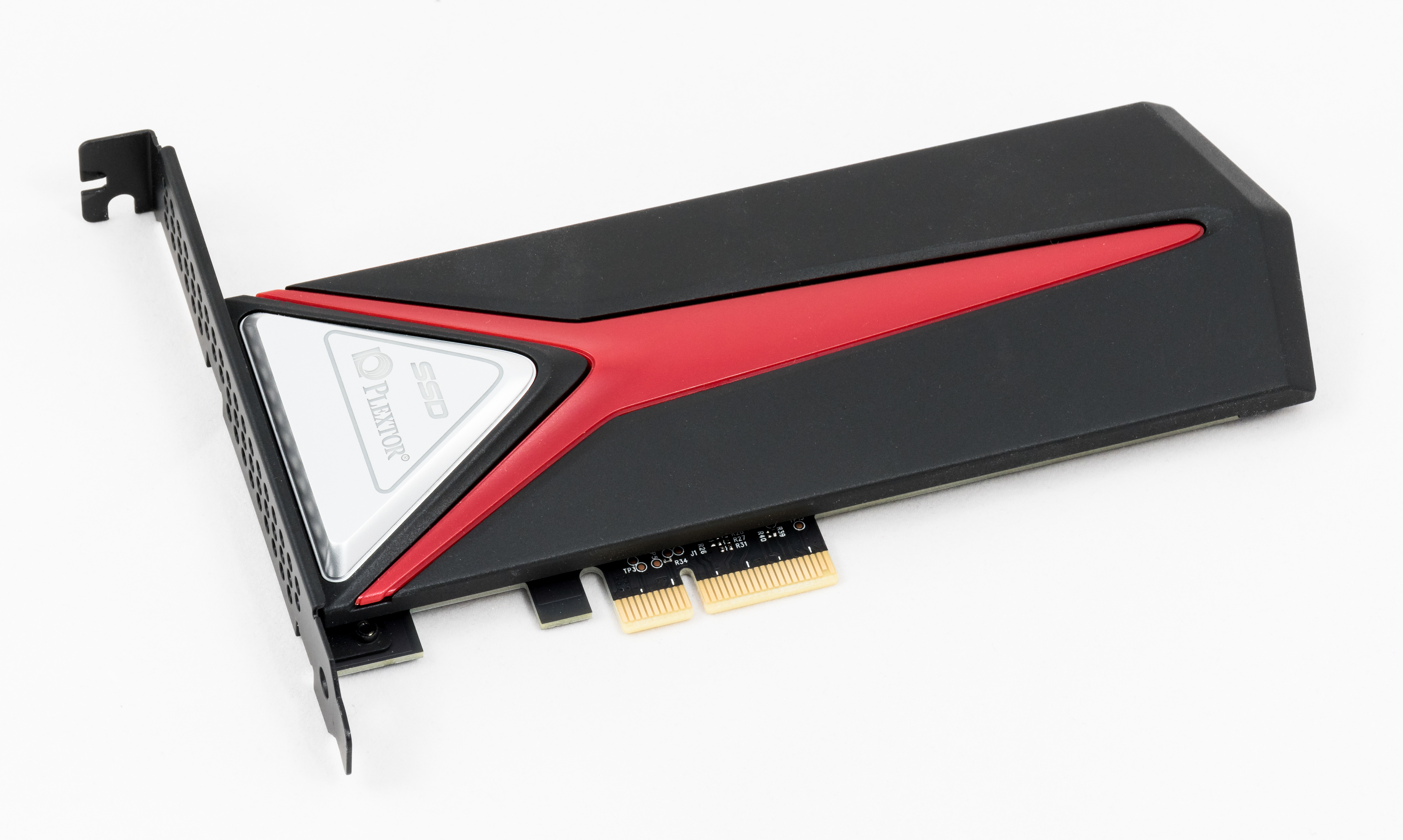
Dysk półprzewodnikowy Plextor M8Pe(Y) z interfejsem PCIe

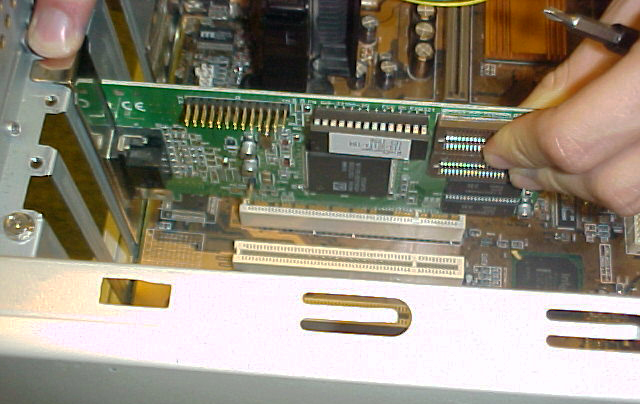
Instalacja w jednostce systemowej karty rozszerzenia ze złączem PCI

Karta rozszerzeń – element składowy jednostki systemowej komputera. Ma postać płytki drukowanej ze złączem krawędziowym, z zamocowanym tzw. śledziem i jest montowana w odpowiednim slocie na płycie głównej. Jest to jeden z podtypów kontrolera.
Istotą konstrukcji karty rozszerzenia są dwa interfejsy:
- Po jednej stronie jest to połączenie z magistralą komunikacyjną w postaci złącza typu slot, które nadaje karcie jej specyficzny wygląd. Najczęściej stosowane złącza magistrali komunikacyjnej to PCI Express, M.2, mSATA oraz starsze – coraz rzadziej już spotykane albo całkowicie wyparte – PCI, AGP, AGR, VESA Local Bus, AMR, MCA, ISA, EISA, MiniPCI (komputery mobilne), PCI-X (serwery).
- Po drugiej stronie występują złącza służące do podłączania urządzeń peryferyjnych (zewnętrznych) oraz komponentowych (wewnętrznych), które są specyficzne dla danego typu karty. Poniżej wymienione zostały najczęściej używane karty rozszerzeń wraz z portami, jakie w nich występują (lista nie jest kompletna):
  - karta graficzna – gniazda D-Sub, DVI, HDMI, DisplayPort, P&D, DFP, S-Video;
  - karta dźwiękowa – gniazda minijack stereo 3,5 mm, RCA (cinch), S/PDIF, toslink (optyczne), D-Sub DA-15;
  - karta sieciowa – gniazda RJ-45, BNC;
  - karta sieciowa bezprzewodowa (Wi-Fi) – gniazda RP-SMA;
  - karta telewizyjna – gniazda antenowe koncentryczne, RCA (cinch);
  - modem – gniazda RJ-12;
  - kontrolery pamięci masowych (np. SCSI, Serial ATA, IDE, SAS) – gniazda ATA, Serial ATA;
  - kontrolery portów (np. USB, FireWire, LPT, Centronics, COM) – gniazda USB, FireWire, D-Sub;
  - karta procesorowa (np. z procesorem Intel 486 dla Amigi 4000);
  - karta dysku SSD ze złączem mSATA lub M.2 (podłączana do PCI-E) albo sam dysk SSD ze złączem mSATA lub M.2.